# Staatliches Museum für Naturkunde Karlsruhe
Het Staatliches Museum für Naturkunde Karlsruhe (SMNK), voorheen Landessammlungen für Naturkunde Karlsruhe, is een van de grote musea met onderzoeksafdeling in Duitsland en is gevestigd in Karlsruhe, Baden-Württemberg. De oorsprong van het museum ligt bij de in het midden van de 18e eeuw door de markgraaf van Baden aangelegde verzameling van curiosa en objecten van natuurlijke historie. De vaste opstelling toont fossielen, mineralen, specimens van inheemse en exotische dieren en een terrarium met levende dieren.